# Mustapha Hadji
Mustapha Hadji - em árabe, مصطفى حاجي (Ifrane, 16 de novembro de 1971) - é um ex-futebolista marroquino que atuou na Seleção Marroquina. Ele era meio-campista e disputou duas Copas do Mundo. Atualmente é auxiliar-técnico da Seleção Marroquina.

## Carreira

### Cigano do futebol
Hadji jogou em clubes da Espanha, da Inglaterra, da França, de Portugal, dos Emirados Árabes Unidos e da Alemanha antes de atuar no Fola Esch, de Luxemburgo.
Hadji era um jogador de técnica apurada e de passes precisos, além de um chute muito potente. Nunca atuou por um clube do seu país, fez sucesso principalmente pelo Coventry City e Aston Villa da Inglaterra, além de Sporting de Portugal e Deportivo La Coruña da Espanha. E é sem dúvida o melhor futebolista da história do seu país, e um dos melhores do seu continente.

## Seleção
Pela Seleção de Marrocos Hadji atuou em duas Copas do Mundo, a primeira em 1994 nos EUA, e a segunda em 1998 na França, nesta última foi onde marcou contra a Noruega no empate em 2x2 sendo este o seu único gol em mundiais. Jogou também a Copa Africana de Nações de 2000 disputada em Gana e Nigéria simultaneamente.

## Aposentadoria
Hadji se retirou dos campos na temporada 2009/2010 quando atuava pelo Fola Esch de Luxemburgo, onde atuou por 44 partidas marcando 25 gols.

## Africano do ano
No ano de 1998 quando atuava pelo Deportivo La Coruña da Espanha onde viveu o seu melhor momento Hadji foi eleito o melhor futebolista africano do ano, vencendo os nigerianos Jay-Jay Okocha e Sunday Oliseh, Hadji venceu a eleição com 76 votos 2 a mais que Okocha segundo na disputa.

## Ligações Externas
- Perfil no Fora de Jogo (em português)